# ものたりぬ
ものた りぬは日本の漫画家。新潟県村上市出身。千代田工科芸術専門学校卒業。男性。
過去、『わんぱっくコミック』（徳間書店）などに、みなづき由宇のペンネームで主にゲーム攻略漫画（必勝テクニック完ペキ版シリーズ）などを描いていた。現在でも成年コミック以外で同ペンネーム名義で執筆している。作風として、漫画に出てくる女性はみんな巨乳である。
代表作に『ももだっち』『ラブタッチ瞳』など。

## 作品リスト

### ものたりぬ名義
- りっぷすてぃっく（白夜書房）
- これもんシスターズ（徳間書店：アニメージュコミックス）
  - お嬢さまドキッドキッ!の名でフランス書院コミック文庫より再出版。短編5作品を追加。
- ももだっち（司書房）
- ダッチー理緒（司書房）
  - ももろいど理緒の名でぶんか社より再出版。
- 元祖ももだっち（桃園書房：コミックジャンボ）
- ぱうぱうシアター（桃園書房）
- ヨイショ!!で花道（日本文華社：男のコミック）
- ラブタッチ瞳（双葉社：メンズアクション）
- くりーむバニラ（双葉社：メンズアクション）
- おまかせ バニーメイド（双葉社：メンズアクション）

ほか

### みなづき由宇名義
- これもんアイドル（徳間書店：月刊少年キャプテン）
- あこがれてエンジェル （徳間書店：ファミリーコンピュータMagazine 1986年9月19日号 - 1986年12月5日号連載）
- 必勝テクニック完ペキ版 （徳間書店：わんぱっくコミック）
  - メトロイド
  - レイラ
  - アルゴスの戦士はちゃめちゃ大進撃
  - リンクの冒険2、3
  - 聖剣サイコカリバー
  - 新・鬼ヶ島上、下

ほか
- ディープダンジョン外伝（徳間書店：わんぱっくコミック）
  - 単行本はものたりぬ名義でダークダンジョンと改名、2006年10月13日にみなづき由宇名義で復刻、双方とも出版は桃園書房。
- 小学生からできる わくわくまちがい探し（桃園書房）
  - コミックジャンボの巻末に掲載されていた間違い探しを加筆の上単行本化。